# Presidente Castelo Branco (Paraná)
Presidente Castelo Branco, amtlich portugiesisch Município de Presidente Castelo Branco, ist eine brasilianische Gemeinde im Bundesstaat Paraná, die in der Metropolregion Maringá liegt. Es hat 4.336 Einwohner (2022), die sich Castelo-Branquenser nennen. Seine Fläche beträgt 156 km². Es liegt 569 Meter über dem Meeresspiegel.

## Etymologie
Der Ort wurde Ende der 1940er Jahre unter dem Namen Patrimônio Iroi angelegt. Iroí steht in Guaraní für Kaltwasser. Bei der Erhebung zum Munizip wurde der Name in Presidente Castelo Branco geändert, zu Ehren des damaligen Präsidenten Brasiliens Humberto Castelo Branco (1964–1967).

## Geschichte
Die Besiedlung des Munizips Presidente Castelo Branco geht auf die Companhia Melhoramentos Norte do Paraná (CMNP) in der Mitte des zwanzigsten Jahrhunderts zurück. Seine Entstehung und Entwicklung sind untrennbar mit dem Zyklus der Kaffee-Expansion im Bundesstaat Paraná verbunden. Später wurden die Kaffeeplantagen nach und nach durch den Anbau von Mais, Weizen, Soja und Baumwolle ersetzt. Eine wesentliche Rolle spielte der Schwarze Frost im Juli 1976, die die gesamte Kaffeeernte des Jahres vernichtete.
Ende der vierziger Jahre legte die CMNP den Standort fest und begann mit der Besiedlung des Patrimônio Iroi. Die CMNP errichtete zunächst sechzehn Blöcke mit jeweils sechs bis zweiunddreißig Grundstücken, deren Länge zwischen 550 und 950 Metern lag. Das erste Grundstück wurde am 19. April 1948 verkauft. Die Käufer ländlicher Grundstücke waren an der Kaffeeproduktion interessiert. Die Käufer von Grundstücken im städtischen Bereich hatten Handel und Dienstleistungen zum Ziel.
Mit der Bezeichnung Distrito de Iroí wurde die Siedlung durch das Gemeindegesetz Nr. 53 vom 16. März 1954 als Ortsteil der Gemeinde Nova Esperança geschaffen.
Das Munizip wurde durch das Staatsgesetz Nr. 4.992 vom 21. Dezember 1964 gegründet und am 29. November 1965 aus Nova Esperança ausgegliedert.

## Geografie
Das Biom ist Mata Atlântica. Die Gemeinde liegt auf der dritten paranaischen Hochebene (Terceiro Planalto Paranaense). Der Boden besteht aus fruchtbarer Terra Roxa.
Es hat eine Fläche von 155,734 km², was 0,0781 % des Staates, 0,0276 % der Region und 0,0018 % des gesamten brasilianischen Territoriums entspricht. Es befindet sich auf 23º16'40" südlicher Breite und 52º09'07" westlicher Länge. Es liegt auf einer Meereshöhe von 570 Metern. Die geschätzte Einwohnerzahl im Jahr 2020 betrug 5351 Einwohner.

### Gewässer
Presidente Castelo Branco liegt auf der Wasserscheide zwischen Ivaí und Pirapó. Zum Ivaí fließt der Rio da Esperança mit seinen Zuflüssen Côrrego Água do Toledo und Côrrego dos Uapes. Die südöstliche Grenze des Munizips bildet der Ivaí-Nebenfluss Rio Andira. Zum Pirapó fließt der Ribeirão Jacupiranga.

### Straßen
Presidente Castelo Branco liegt an der Nationalstraße BR-376, der Rodovia do Café. Von ihr zweigt hier die Staatsstraße PR-498 nach Cianorte über die Ivaí-Fähre bei São Jorge do Ivaí ab.

### Nachbarmunizipien
| Nova Esperança    |                                             | Atalaia    |
| Floraí            | Kompassrose, die auf Nachbargemeinden zeigt |            |
| São Jorge do Ivaí |                                             | Mandaguaçu |

## Kommunalverwaltung
- Bürgermeister: João Pericles Martinati, PP (2021/2024)[2]
- Stellvertretender Bürgermeister: Luiz Trolez

## Bevölkerung

### Bevölkerungsentwicklung
| Jahr | Einwohner | Stadt | Land   |
| ---- | --------- | ----- | ------ |
| 1960 | 0         | 0     | 0      |
| 1970 | 5.786     | 705   | 5.081  |
| 1980 | 4.773*    | 1.377 | 3.396* |
| 1991 | 3.633     | 2.187 | 1.446  |
| 2000 | 4.305     | 3.247 | 1.058  |
| 2010 | 4.784     | 4.197 | 587    |
| 2022 | 4.336     | ?     | ?      |

Quelle für 1970–2010: IBGE (2011) und Volkszählung 2022
*: Im Juli 1976 vernichtete ein „Schwarzer Frost“, portugiesisch geada negra, die gesamten Kaffeepflanzungen in Paraná. Die Landbevölkerung zog teils in die städtischen Gebiete, teils in andere Teile des Landes um.

### Index der menschlichen Entwicklung (HDI)
Human Development Index (HDI) 2010: 0,770
- Einkommensindex: 0,813
- Lebenserwartungsindex: 0,883
- Bildungsindex: 0,637

### Ethnien
Ethnische Gruppen sind nach der statistischen Einteilung des IBGE (Stand: 2000 und 2010):
| Gruppe      | Anteil 2000 | Anteil 2010 | Anmerkung*)                                                                             |
| ----------- | ----------- | ----------- | --------------------------------------------------------------------------------------- |
| Brancos     | 2.838       | ▼ 2.778     | wer sich als "weiß" erklärt                                                             |
| Pardos      | 1.229       | ▲ 1.652     | wer sich als "braun" erklärt oder mit einer Mischung aus mehreren Gruppen identifiziert |
| Pretos      | 196         | ▲ 317       | wer sich als "schwarz" erklärt                                                          |
| Amarelos    | 6           | ▲ 25        | Asiaten                                                                                 |
| Indígenas   | 12          | 12          | indigene Bevölkerung                                                                    |
| ohne Angabe | -           | –           |                                                                                         |
| Gesamt      | 4.305       | ▲ 4.784     |                                                                                         |

*) Das IBGE verwendet für Volkszählungen seit 1991 ausschließlich diese fünf Gruppen. Die Gruppenzugehörigkeit wird bei der Befragung vom Einwohner selbst festgelegt. Das IBGE verzichtet bewusst auf Erläuterungen.